# Finsteraarhorn
Finsteraarhorn a legmagasabb hegy (4274 m) a berni Alpokban, a berni kantonban.
Az Alpok kilencedik legmagasabb hegycsúcsa és 2001 óta az egész hegység, a körülötte lévő gleccserekkel együtt a Jungfrau-Aletsch világörökség része.

## Földrajza
Annak ellenére, hogy a Finsteraarhorn a berni Alpok leglátványosabb hegysége, kevéssé ismert a nagyközönség számára. Ennek az az oka, hogy az Alpok egy távoli részén van, ahol nincsenek közismert turista utak, szemben a közeli és közismert Jungfrau és Eiger hegyekkel. A környékén számos lakatlan völgy és gleccser található (Fiescher-gleccser, Aar-gleccser, Grindelwald-gleccser).
Amikor Wallis kanton csatlakozott 1815-ben a svájci konföderációhoz, Finsteraarhorn elvesztette a legmagasabb masszívum címét a Monte Rose csatlakozásával.
A hegyet először 1812-ben mászták meg.